# Pniski
Pniski [pronunciación en polaco: /ˈpɲiskʲi/] es un pueblo ubicado en el distrito administrativo de Gmina Sławatycze, dentro del Distrito de Biała Podlaska, Voivodato de Lublin, en Polonia oriental, cercano a la frontera con Bielorrusia. Se encuentra aproximadamente a 9 kilómetros al noreste de Sławatycze, a 42 kilómetros al sureste de Białun Podlaska, y a 97 kilómetros al noreste de la capital regional Lublin.